# Old Street Station
Old Street Station er en London Underground- og National Rail-station i det centrale London, beliggende i krydset mellem Old Street og City Road, umiddelbart nord for City of London. Den ligger lige på grænsen mellem bydelene Islington og Hackney. Stationen er i takstzone 1.
Stationen er på Bank-grenen af London Undergrounds Northern line, mellem Moorgate og Angel Stationer. Den er også mellem Moorgate og Essex Road Stationer på fjerntogslinjen Northern City Line, der opereres af First Capital Connect. Selvom det er en gennemkørselsstation på denne rute, betragtes den på billetter som en London Terminal, der er betegnelsen for endestationer i det centrale London.
På overfladen er stationen beliggende under den østlige kant af den travle Old Street-rundkørsel, hvor Old Street krydser City Road. Der er ingen stationsbygning på overfladen, og adgang sker ad ramper og trapper til en moderne stationsindgang, der er en del af en lille butiksarkade under rundkørslen. De oprindelige overfladebygninger blev fjernet, da rundkørslen blev anlagt. Stationen har toiletter, men de er ikke åbne sent om natten. På Northern line mellem Old Street og Angel Stationer ligger den ubenyttede Underground-station City Road.

## Historie
Stationen blev oprindeligt åbnet i november 1901 af selskabet bag den første dybtliggende borede jernbane, City & South London Railway, som en del af forlængelsen af deres bane fra Moorgate til Angel. Northern City Line-perronerne blev åbnet i februar 1904 af Great Northern & City Railway, der byggede sine tunneler med en større diameter, der kan betjene fjerntog, i håbet om at køre tog fra deres nordlige endestation ved Great Northern Railways Finsbury Park Station til Moorgate. Dette skete først i 1970'erne, da banen blev en BR-rute, med gennemkørende tog til Hertford og Welwyn Garden City. I løbet af 1920'erne blev stationen ombygget, hvor rulletrapper erstattede elevatorskakte for adgang til perronerne. Mellem 1967 og 1969 blev stationen igen modificeret og overfladebygningerne blev erstattet med det nuværende underjordiske anlæg, beliggende midt i rundkørsel og en yderligere rulletrappeskakt blev tilføjet. I 1990'erne krævede korrosionen fra den voldsomt sure jord, at en del af Northern line-tunnelens støbejernsbeklædning, syd for Old Street, blev udskiftet med tunnelelementer i rustfrit stål.

## Transportforbindelser
London buslinjer 21, 43, 55, 76, 135, 141, 205, 214, 243, 271, 394 og natlinjer N35, N55 og N76.

## Galleri
- Nordgående Northern line-perron, set mod syd
- Rondel på nordgående Northern line-perron
- Nordgående Great Northern (First Capital Connect)-perron, set mod nord. Bemærk den store tunnel med diameter på 5 m forude.
- Stationsskilt på nordgående First Capital Connect-perron, i det gamle Network Southeast-design